# Portable Document Format
Portable Document Format (skraćeno: PDF) je format zapisa dokumenata koji je kreiralo poduzeće Adobe Systems 1993. godine. Koristi se za čuvanje dvodimenzionalnih dokumenata kako njihov prikaz ne bi ovisio o uređaju i rezoluciji ispisa.
Svaka PDF-datoteka sadrži kompletan opis dokumenta uključujući slike, tekst, vektorsku grafiku, rasterske slike te može sadržavati i fontove potrebne za prikaz teksta.
Za prikaz dokumenata u formatu PDF potrebno je imati odgovarajuće programe za računalo. Oni su besplatni i mogu se preuzeti s Interneta.
Format je zasnovan na jeziku PostScript. Može se prepoznati po tome što su prva četiri bajta uvijek %PDF. Ime dokumenta (datoteke) obično završava s .pdf.
Oznaka (PDF) iza poveznice u Wikipediji označava da je riječ o poveznici na dokument koji je u formatu PDF.

## Vanjske poveznice
- Adobe Reader - besplatni program za čitanje PDF-ova
- specifikacije PDF (eng.), uključujući verzije PDF 1.7, PDF 1.6 (ISBN 0-321-30474-8), PDF 1.5, PDF 1.4 (ISBN 0-201-75839-3), PDF 1.3 (ISBN 0-201-61588-6)
- Portable Document Format: An Introduction for Programmers (eng.) - brzi uvod u PDF i odnos prema PostScriptu.
- Adobe PDF 101: Quick overview of PDF file format (PDF) (eng.)